# Сеноклас (род)
Сенокласът (Cynosurus) е род тревисти едносемеделни растения от семейство Житни (Poaceae).

## Видове
Родът включва около 10 вида, като множество видове, причислявани в миналото към Cynosurus, днес се считат за принадлежащи към други родове.
- Cynosurus ara Ham. ex Wall.
- Cynosurus balansae Coss. & Durieu
- Cynosurus callitrichus Barb.-Boiss. & Barbey
- Cynosurus capitatus Wulf ex Roem. & Schult.
- Cynosurus castagnei Jord. ex Martrin-Donos
- Cynosurus cavara Dillwyn
- Cynosurus coloratus Lehm. ex Steud.
- Cynosurus cristatus L. – обикновен сеноклас
- Cynosurus echinatus L. – четинест сеноклас
- Cynosurus elegans Desf.
- Cynosurus virgatus L. var. domingensis (Jacq.) Döll

В България се срещат:
- Обикновен сеноклас (C. cristatus) – многогодишно растение, среща се в ливади, пасища и храсталаци из цялата страна.
- Четинест сеноклас (C. echinatus) – едногодишно растение, разпространено по сухи тревисти места и храсталаци.

- Обикновен сеноклас (C. cristatus)
- Четинест сеноклас (C. echinatus)